# Pejman Jarahmadi
Pejman Morteza Jarahmadi (pers. پیمان یاراحمدی; ur. 6 kwietnia 1994) – irański zapaśnik walczący w stylu wolnym. Zajął 22 miejsce na mistrzostwach świata w 2017. Złoty medalista mistrzostw Azji w 2015. Pierwszy w Pucharze Świata w 2014, 2015 i 2017. Trzeci na MŚ juniorów w 2013 roku.